# Biełomorkanał

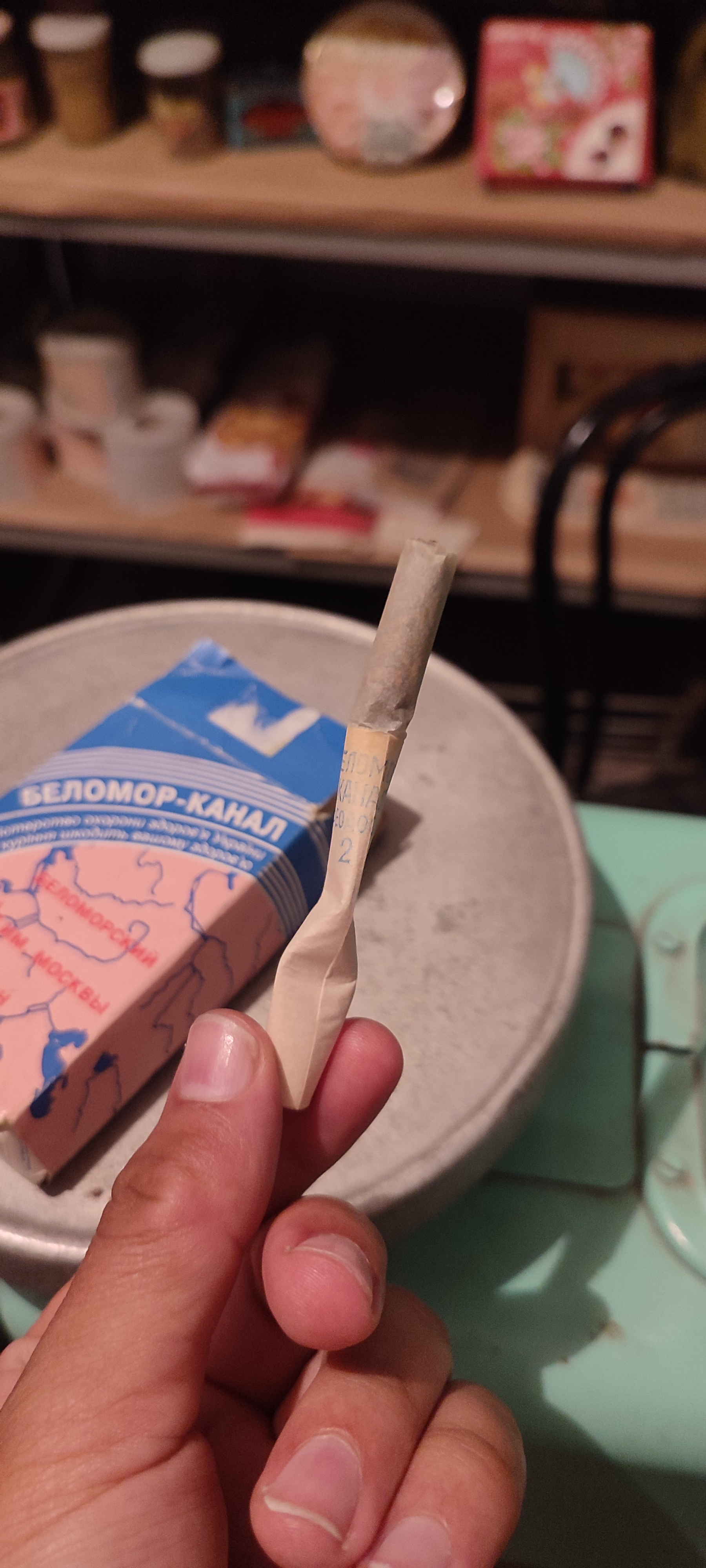
Biełomorkanał

Biełomorkanał (ros. Беломорканал) – marka papierosów z ustnikiem z epoki Związku Radzieckiego, przeznaczona dla masowego odbiorcy.

## Historia
Marka papierosów Biełomorkanał powstała w 1932 roku na pamiątkę budowy Kanału Białomorsko-Bałtyckiego, znanego również jako Biełomorkanał. Inżynier Wasilij Ioanidi opracował mieszankę tytoniu, a Andriej Tarakanow narysował projekt opakowania. Widoczna jest na nim mapa europejskiej części ZSRR z zaznaczonymi liniami kanałów zbudowanych za czasów Stalina (kanał Białomorsko-Bałtycki, kanał Wołżańsko-Bałtycki, kanał imienia Moskwy i kanał Wołga-Don) łączących we wspólny system wodny rzeki dopływające do mórz Białego, Bałtyckiego, Azowskiego, Czarnego i Kaspijskiego będąc ilustracją ówczesnego sloganu „Moskwa portem pięciu mórz”.
Papieros składający się z tekturowego ustnika i połączonej z nim gilzy wypełnionej tytoniem, zawiera dwa razy więcej nikotyny i ponad trzy razy więcej substancji smolistych niż przeciętne współczesne papierosy. Stosowany jest przez użytkowników konopi, którzy wypalonego papierosa napełniają mieszanką tytoniu i marihuany, przy czym tekturowy ustnik pełni funkcję „stałej” części jointa.
Papierosy Biełomorkanał były szeroko dostępne w Związku Radzieckim, służąc nie tylko do palenia, ale i do wręczania łapówek na przykład milicjantom, poprzez włożenie do tekturowego ustnika zwiniętego papierowego rubla. Nadal są sprzedawane w niektórych państwach postradzieckich, w tym w Rosji, na Białorusi i Ukrainie.

## Biełomorkanał w popkulturze
W roku 1985 Jan Krzysztof Kelus napisał piosenkę Papierosy Biełomor-Kanał, w której w ironiczny sposób zwraca uwagę na niestosowność nazwania papierosów na cześć kanału, którego budowa pochłonęła, według opinii artysty, pół miliona istnień ludzkich.
Biełomorkanał jest ulubionym papierosem Wilka – jednego z bohaterów radzieckiego/rosyjskiego serialu animowanego Wilk i Zając.